# Liste de synagogues d'Israël
Cet article présente la liste de synagogues d'Israël.

## Liste
| Nom                                      | Image | Ville          | District                     | Inauguration      |
| ---------------------------------------- | ----- | -------------- | ---------------------------- | ----------------- |
| Synagogue centrale Yeshurun de Guedera   |       | Guedera        | District centre              | 1912              |
| Synagogue de Mazkeret Batya              |       | Mazkeret Batya | District centre              | 1928              |
| Grande synagogue de Petah Tikva          |       | Petah Tikva    | District centre              | 1900              |
| Synagogue Ohel Ya'akov de Zikhron Yaakov |       | Zikhron Yaakov | District de Haïfa            | 1884              |
| Synagogue Beit El de Jérusalem           |       | Jérusalem      | District de Jérusalem        | 1927              |
| Grande synagogue de Belz                 |       | Jérusalem      | District de Jérusalem        | 2000              |
| Grande synagogue de Jérusalem            |       | Jérusalem      | District de Jérusalem        | 1982              |
| Quatre synagogues séfarades              |       | Jérusalem      | District de Jérusalem        | 1835              |
| Synagogue Ohr ha-Chaim de Jérusalem      |       | Jérusalem      | District de Jérusalem        | 1967              |
| Synagogue Or Zaruaa de Jérusalem         |       | Jérusalem      | District de Jérusalem        | 1927              |
| Synagogue Ohel Yitzchak de Jérusalem     |       | Jérusalem      | District de Jérusalem        | octobre 2008      |
| Synagogue Tiferet Israel                 |       | Jérusalem      | District de Jérusalem        | En reconstruction |
| Synagogue Or Torah d'Acre                |       | Acre           | District nord (Israël-Golan) | 1955              |
| Synagogue de Peki'in                     |       | Peki'in (en)   | District nord (Israël-Golan) | 1873              |
| Synagogue Abuhav de Safed                |       | Safed          | District nord (Israël-Golan) | 1490              |
| Synagogue Ari Ashkenazi de Safed         |       | Safed          | District nord (Israël-Golan) | 1570              |
| Synagogue de Shefa Amr                   |       | Shefa Amr      | District nord (Israël-Golan) | novembre 2006     |
| Synagogue Cymbalista de Tel Aviv         |       | Tel Aviv-Jaffa | District de Tel Aviv         | 1998              |
| Grande synagogue de Tel Aviv             |       | Tel Aviv-Jaffa | District de Tel Aviv         | 1926              |
| Synagogue Ohel Moed                      |       | Tel Aviv-Jaffa | District de Tel Aviv         | 1931              |
| Synagogue Hechal Yehuda de Tel Aviv      |       | Tel Aviv-Jaffa | District de Tel Aviv         | 1980              |
| Synagogue libyenne de Jaffa              |       | Tel Aviv-Jaffa | District de Tel Aviv         | XVIIIe siècle     |